# Philippe Chapelle
Pour les articles homonymes, voir Chapelle (homonymie).
Philippe Chapelle, né le 3 mars 1960 à Berchem-Sainte-Agathe (région de Bruxelles-Capitale), est un scénariste et dessinateur de bande dessinée belge.

## Biographie
Philippe Chapelle naît le 3 mars 1960 à Berchem-Sainte-Agathe,,, une commune bruxelloise, il déménage en France en 1972. Après le baccalauréat, passe par l’école des Arts Appliqués Duperré, à Paris. Il commence sa carrière professionnelle dans la publicité en 1985. En 1990, il travaille sur la série Canal Choc, avec Hugues Labiano et Philippe Aymond sous la direction de Jean-Claude Mézières, sur un scénario de Pierre Christin. Puis, il se consacre ensuite principalement à l’illustration, il revient à la bande dessinée en 1995, l'occasion lui étant offerte de rencontrer Lucie et Raymond Aubrac, il bénéficie de leur aide pour écrire et dessiner un album solidement documenté sur la Résistance : Armée Secrète.
Quelques années plus tard, sortent plusieurs albums dessinés dans un style beaucoup plus « ligne claire », en collaboration avec Frédéric Marniquet. Ensuite, sollicité par Christian Vanderhaeghe, scénariste et éditeur, il termine Les Gardiens du gouffre, 9e album de la série Harry Dickson, Pascal Zanon, dessinateur « historique » de la série ayant dû déclarer forfait pour motifs de santé. Il dessine ensuite seul l'album suivant Les Gardiens du diable, paru en avril 2015.
Philippe Chapelle demeure à Lizy sur Ourcq en 2025.

## Œuvre

### Albums

#### One shots
- Armée secrète, Le Téméraire, 1997  (ISBN 2-908703-73-4)
- L'Oiseau blanc, Éditions Paquet, coll. « Cockpit », 2017
Scénario : Pascal Bresson - Dessin : Erwin Drèze, André Taymans - Storyboard : Philippe Chapelle - Couleurs : Minte -  (ISBN 9782888907794)
- Hitler doit mourir[8],[9], Éditions du Rocher, 2020
Scénario : Thomas Oswald - Dessin : Philippe Chapelle - Couleurs : noir et blanc -  (ISBN 978-2-268-10305-1)
- Avec Monclar, Éditions du Triomphe, coll. « Le Vent de l'histoire », Paris, 10 novembre 2022
Scénario : Patrick de Gmeline - Dessin et couleurs : Philippe Chapelle -  (ISBN 978-2-383-86007-5)

#### Harry Dickson
- 9. Les Gardiens du gouffre, Art & B.D., coll. « Harry Dickson », Bruxelles, 28 août 2014
Scénario : Christian Vanderhaeghe - Dessin : Pascal Zanon et Philippe Chapelle - Couleurs : Vittorio Leonardo -  (ISBN 978-2-87151-097-0)dessins de Pascal Zanon (page 1 à 24) et Philippe Chapelle (25 à 48).
- 10. Les Gardiens du diable, Art & B.D., coll. « Harry Dickson », Bruxelles, 24 avril 2015
Scénario : Christian Vanderhaegen - Dessin : Philippe Chapelle - Couleurs : Vittorio Leonardo -  (ISBN 978-2-87151-093-2)

#### Les Aventures de Jack Bishop
- 1. Le Temple de l'épouvante[10],[11], Desinge & Hugo & Cie, Paris, mai 2009
Scénario : Philippe Chapelle et Philippe Chanoinat - Dessin : Frédéric Marniquet et Philippe Chapelle - Couleurs : Philippe Chapelle -  (ISBN 978-2-7556-0365-1)

1. Panique sur le Mékong, dessins de Philippe Chapelle, 2010  (ISBN 978-2-7556-0422-1)

#### Les Aventures de Paul Darnier
- 1. La Cité de l'éternel retour, Albin Michel, Paris, septembre 2005
Scénario : Frédéric Marniquet - Dessin : Philippe Chapelle - Couleurs : Julien Ducasse -  (ISBN 2-226-15815-4)
- 2. Les Morsures du désert[12], Albin Michel, Paris, novembre 2006
Scénario : Frédéric Marniquet - Dessin : Philippe Chapelle - Couleurs : Julien Ducasse -  (ISBN 2-226-17547-4)
- Int. Intégrale, Bruce & Wallace, juin 2024
Scénario : Frédéric Marniquet - Dessin : Philippe Chapelle - Couleurs : Sophie Dumas -  (ISBN 978-2-9584757-7-2)

#### Canal choc
scénario de Pierre Christin, Les Humanoïdes associés
1. L'Image disparue, dessins de Hugues Labiano, Moebius Philippe Chapelle et Philippe Aymond, 1990  (ISBN 2-7316-0761-0)
2. Les Capitaines aveugles, dessins de Hugues Labiano, Enki Bilal, Philippe Chapelle et Philippe Aymond 1990  (ISBN 2-7316-0765-3)
3. Les Corps masqués, dessins de Hugues Labiano, Philippe Druillet, Philippe Aymond et Philippe Chapelle, 1991  (ISBN 2-7316-0753-X)

### Collectifs
- 2. De Louis XIV au XXe siècle, Le Téméraire, novembre 1994
Scénario : Collectif - Dessin : Collectif dont Philippe Chapelle - Couleurs : quadrichromie -  (ISBN 2-908703-32-7)Participation : récit de 6 planches Dunkerque, 1940.

### Illustrations
- Le Savoir-vivre : protocole et convivialité de Marie-France Lecherbonnier, Albin Michel, 1995  (ISBN 9782226067241) (OCLC 31810971)

#### Livres
: document utilisé comme source pour la rédaction de cet article.
- Philippe Mellot, Michel Denni, Laurent Turpin et Isabelle Morzadec, Trésors de la bande dessinée : BDM 2025-2026 - Catalogue encyclopédique et Argus, Paris, Les Arènes, novembre 2024, 24e éd., 1839 p., ill. ; 23 cm (ISBN 979-10-37512-61-1, OCLC 1478218824, présentation en ligne), p. 84, 114, 260, 648, 673, 724, 1022, 1063. .

### Articles
- Marie Amelie Marchal, « Seine-et-Marne. L'auteur et dessinateur Philippe Chapelle expose à la galerie Soleil », Le Pays briard,‎ 7 février 2020 (lire en ligne, consulté le 22 décembre 2022).